# تشان يون تو
تشان يون تو (بالصينية: 陳潤韜) (من مواليد 21 فبراير 1966) هو لاعب كمال أجسام من هونغ كونغ الذي فاز بميدالية ذهبية في دورة الألعاب الآسيوية 2006 في فئة الرجال 75 كجم.